# يحظيه بن عبد الودود
يحظيه بن عبد الودود بن أوبك بن المختار بن أيوب الجكني، المولود حوالي 1846م/ 1265 هـ والمتوفي 1939م /1359 هـ عاش حياته في المنطقة المعروفة تقليديا باسم لبيرات (مقاطعة واد الناقة حاليا)

## دراسته
يدرس النحو كألفية بن مالك باحمرار المختار بن بونا الجكني وطرته ولامية الأفعال باحمرار الحسن بن زين القناني على هذا الأخير الذي كانت تربطه به أو إصر القربي والمصاهرة كما درس الفقه على العلامة المختار بن ألما اليدالي وبعض المتون الأخرى ومن الجدير بالذكر أن المختار هذا هو والد مريم أم ابني يحظيه بن عبد الودود التاه وعبد الله السالم.
أعاد الكرة لدراسة الفقه والعقيد وذلك بالتوجيه إلى محظرة أل محمد سالم ’ فأعاد دراسة مختصر الشيخ خليل وإضاءة الدجنة للمقري ووسيلة ابن بونا ’ وكان أستاذه في ذلك العلامة أحمد بن محمد سالم، كما أخذ علم المنطق عن الحسن ابن أحمد محمود القناني.

## تأسيس المحظرة
أسس العلامة يحظيه ابن عبد الودود محظرته على مرحلتين:
المرحلة الأولى
وهي المرحلة التي سبقت رحلته إلى أهل محمد سالم وقد اجتمع عليه الكثير من طلاب العلم لاسيما العلوم النحوية التي انتهى إليه تدرسيها في تلك الفترة حتي غلب عليه لقب العلامة النحوي المعروف سيبويه.
المرحلة الثانية 
وهي التي أعقبت عودته من عند آل محمد محمد سالم فقد كان رجوعه إيذانا ببدء حقبة جديدة من تاريخ هذه المحظرة تمثلت في إرساء دعائم صرح علمي يضم جميع التخصصات والفنون المدرسة في ذلك الزمن فأصبحت هذه المحظرة أكاديمية علمية وثقافية ومعرفية جامعة.
فقد أجمعت كل الأسانيد المعتمدة في ذلك العهد عند شيخ هذه المحظرة من فقه ونحو وعقيد ومنطق ولغة مما وفر على الطلاب عناء ومشقة الترحال والانتقال من محظرة إلي أخرى فوجدوا في هذه المحظرة ضالتهم المنشودة هذا بالإضافة إلى الأسلوب التربوي المتميز والطريقة المنهجية الفذة التي عرف بهما صاحب هذه المحظرة.

## تدريسه
كان العلامة الشيخ يحظيه بن عبد الودود «اباه» يدرس طلبته تحت «قتادة» (اورواره) على بعد 2 كلم شرقي «بدغوغَ».. يسند ظهره ألى أصلها متجولا بين حقول المعرفة.. في درس يجمع بين المتعة والإفادة والإثارة والسكينة والوقار.
هذه القتادة هي التي يقول فيها المصطفى بن عبد الرحمن بن بو يعدل:
ويقول يسلم بن أكيبد (توفي حولي 1984م)
ويقول المصطفى بن منين 
ولقد كانت لاباه قتادة (ايرواره) أخرى يدرس تحت ظلها، وقد قطعها بعض أهل البادية، وفي ذلك يقول أوفى بن يحظيه:

## من تلاميذه
- محمد عالي ولد عبد الودود جدّ الشيخ محمد الحسن ولد الددو
- ابوه ولد الأسياد[3][4][5]
- ممو ولد عبد الحميد[3][6]
- محمد الامين ولد عبد الودود
- الدنبجة بن معاوية

## من مشايخه
الحسن بن زين بن سيدي سليمان: درس عليه يحظيه بن عبد الودود «اباه» فلاحظ ذكائه فتنبأ بنبوغه، وكان الحسن ألف طرة في النحو سماها «لخذيره» أي الخضراءجمع فيها فوائد واستدراكات مهمة تحتاج ذكاء خاصا لإستيعابها ولما درس عليه يحظيه قال الحسن لزوجته ابنة الكتاب: لخذيره جاها صاحبها